# نوبند قدیم
نوبند قدیم، روستایی در دهستان گوربند بخش مرکزی شهرستان میناب در استان هرمزگان ایران است.

## جمعیت
بر پایه سرشماری عمومی نفوس و مسکن در سال ۱۳۹۵، جمعیت این روستا برابر با ۲۴۴ نفر (۷۳ خانوار) بوده‌است.